# Historisch Museum Bazel
Historisch Museum Bazel (Duits: Historisches Museum Basel) is een geschiedkundig museum in Bazel, Zwitserland.
Het museum kent vier vestigingen die onderverdeeld zijn naar thema:
- Barfüsserkirche
- Muziekmuseum in het Lohnhof;
- Museum für Pferdestärken (techniek) (tot 2016);
- Haus zum Kirschgarten

Er worden permanente collecties getoond en wisselende exposities georganiseerd. De musea zijn zowel op historische als actuele thema's gericht en beperken zich niet alleen tot de regio, maar ook op nationale en internationale thema's.